# Sundsvallsbranden

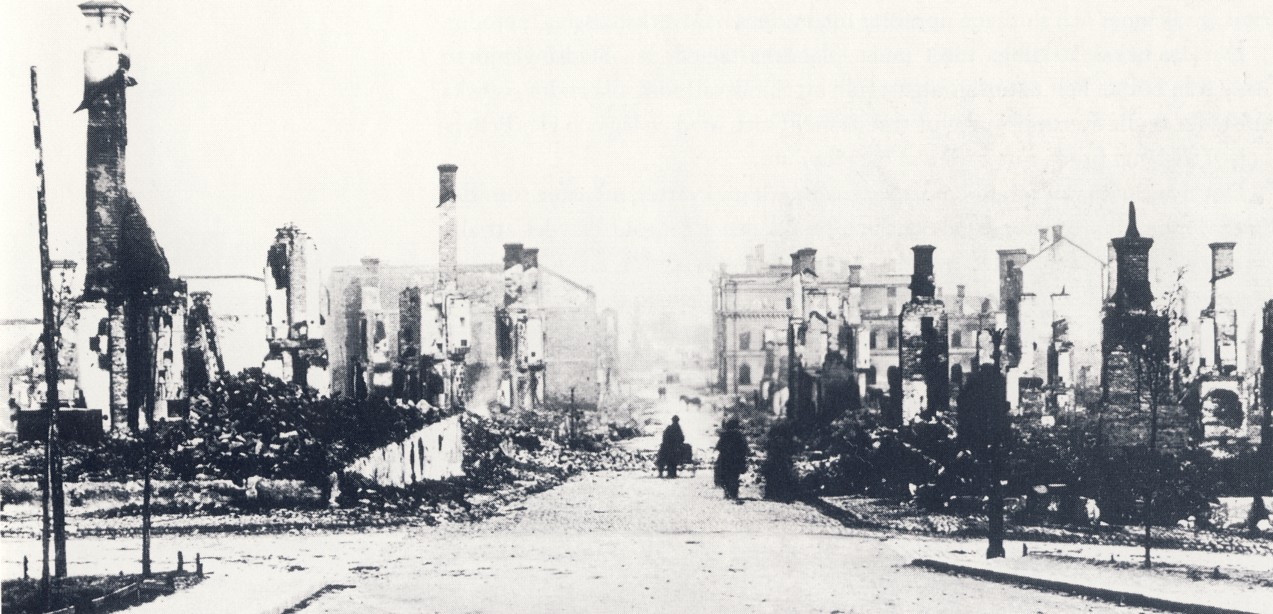
Sundsvall efter branden 1888.

Sundsvallsbranden, 1888, är den största stadsbranden i Sveriges historia, och den tredje i Sundsvalls historia. Vad som orsakade branden är inte helt säkert men de flesta uppgifter tyder på att en gnista från ångslupen Selånger var orsaken. Vädret den 25 juni 1888 var varmt, torrt och blåsigt så det fanns alla förutsättningar för att få ett snabbt förlopp på branden. Fartyget åkte längs Selångersån upp mot stadens tidigare centrum i Åkroken. En gnista från fartyget blåste från fartyget upp på land och den starka blåsten i kombination med torrt gräs och byggnader av trä fick förödande konsekvenser. Den första byggnaden elden fick fäste i var ett brygghus mitt emot dagens sporthall. Staden var i ruiner inom 9 timmar och 9 000 människor blev hemlösa. Fem personer omkom. Skadorna på egendomar efter branden värderades till nästan 30 miljoner kronor.

## Brandens lopp
Klockan 12.25 den 25 juni 1888 klämtade kyrkklockorna för att varna invånarna om branden. Elden tros ha spridit sig med en sådan enorm hastighet, att den på några timmar jämnade både den västra och den östra stadsdelen med marken. Efter att statskyrkan brunnit ner ska elden ha spridit sig åt tre olika håll samtidigt, där en av delarna ska ha spridit sig norrut mot storgatan, medan den andra gjorde så att telegrafverket och Köpmangatan brann ner. Den tredje satte eld på den östra stadsdelen. Vid parken Vängåvan möttes alla tre grenarna av elden, och nu var hela östra stadsdelen i brand. Efter att elden förenat sig gav den sig iväg söderut och brände ner flera gårdar. Vid klockan fyra på eftermiddagen hade även stadshuset antänds. 
Vittnen har sagt att hettan var så obeskrivlig, att man inte på flera hundra meter kunde närma sig elden. På grund av torkan denna dag spred sig elden så otroligt snabbt att hela staden stod i lågor på knappt fem timmar. 

## Hjälpen efter branden
Beskedet om branden kom till den dåvarande kungen Oscar II på eftermiddagen samma dag som branden, och klockan tre på morgonen nästa dag anlände konungen till det nerbrunna Sundsvall, tillsammans med civilministern, krigsministern, generaldirektören och trafikdirektören. Dessa hade med sig sängkläder, vin och ungefär 70 tält till de drabbade. Nödhjälpskommittén fick 4000 kronor av konungen att hjälpa de drabbade.

## Staden efter branden
Nödhjälpskommittén fick mycket pengar för att hjälpa folket i nöd. De hemlösa hade under de nätter som gått slagit sig ner i de tält de fått av konungen, trots att de flesta inte fick plats. Fler skänkte pengar till kommittén. Förutom kungens 4000 kronor fick de 10000 av grosshandlaren Frans Bünsow, samt mycket pengar från andra grosshandlare. Några dagar efter branden skedde utdelning av livsmedel till de drabbade. Alla som blivit offer till branden fick en limpa, fläsk, ost, smör, ärtor och sill.
Röjningsarbetet gick väldigt snabbt. Skorstenar och murar sprängdes sönder med hjälp av dynamit eller drogs omkull av stora led av arbetare.

## Förlorat i branden
Under Sundsvallsbranden brann rådhusrättens och båda domsagornas arkiv och inneliggande handlingar upp. Sundsvalls Enskilda Banks värdepapper och handlingar klarade sig dock från branden.

### Omkomna
Fem personer omkom i branden, varav fyra lik blev identifierade och ett femte inte. Dem som man identifierat och har namnen på är dessa:
- Mikael Olof Nordvall från Nora by i Sättna socken. Han hittades med svåra brännskador på Nygatan samma dag som branden bröt ut.
- Carl Erik Carlsson från Sundsvall. Han tros ha dött samma dag som branden av ett slaganfall, förorsakat av skrämsel när han arbetade med släckning i den södra delen av staden.
- Charlotta Euphrosyne Askling, hittades den 26 juni i en sjö i den västra delen av staden. Hennes kläder och händer var svårt brännskadade, och man tror att hennes kläder började brinna, och hon försökte släcka dem i sjön, då hon drunknade.[6]

## Uppbyggnad
För att förhindra fler förödande stadsbränder beslöt stadsfullmäktige 15 januari 1889 att enbart tillåta stenhus i Sundsvalls centrum, vilket resulterade i Stenstaden.

## Andra bränder
Samma dag, och bara nån halvtimme senare, utbröt även den ödesdigra stadsbranden i Umeå. Omfattande nationella och internationella insamlingar gjordes till förmån för de bägge städernas bostadslösa befolkning. Även stora delar av Lilla Edet brann ner samma dag.